# Campeonato Mundial de Curling Femenino de 2013
El XXXV Campeonato Mundial de Curling Femenino se celebró en Riga (Letonia) entre el 16 y el 24 de marzo de 2013 bajo la organización de la Federación Mundial de Curling (WCF) y la Federación Letona de Curling.

## Tabla de posiciones
| Pos | Equipo         | G  | P  | G–P |
| --- | -------------- | -- | -- | --- |
| 1   | Suecia         | 10 | 1  | 1–0 |
| 2   | Escocia        | 10 | 1  | 0–1 |
| 3   | Canadá         | 8  | 3  | –   |
| 4   | Estados Unidos | 6  | 5  | 2–0 |
| 5   | Suiza          | 6  | 5  | 1–1 |
| 6   | Rusia          | 6  | 5  | 0–1 |
| 7   | Japón          | 5  | 6  | –   |
| 8   | Dinamarca      | 4  | 7  | 1–0 |
| 9   | China          | 4  | 7  | 0–1 |
| 10  | Italia         | 3  | 8  | 1–0 |
| 11  | Alemania       | 3  | 8  | 0–1 |
| 12  | Letonia        | 1  | 10 | –   |

## Cuadro final
|  | Clasif. a semifinal | Clasif. a semifinal | Clasif. a semifinal |  |  | Semifinal | Semifinal |  |              | Final          | Final |
|  |                     |                     |                     |  |  |           |           |  |              |                |       |
|  | 1                   | Suecia              | 7                   |  |  |           |           |  |              |                |       |
|  | 2                   | Escocia             | 5                   |  |  |           |           |  |              | Suecia         | 5     |
|  |                     |                     |                     |  |  | Escocia   | 8         |  | Escocia      | 6              |       |
|  |                     | Canadá              | 7                   |  |  |           |           |  |              |                |       |
|  | 3                   | Canadá              | 7                   |  |  |           |           |  | Tercer lugar | Tercer lugar   |       |
|  | 4                   | Estados Unidos      | 6                   |  |  |           |           |  |              |                |       |
|  |                     |                     |                     |  |  |           |           |  |              | Canadá         | 8     |
|  |                     |                     |                     |  |  |           |           |  |              | Estados Unidos | 6     |

## Medallistas
| Evento   | Oro                                                                        | Plata | Bronce                                                                                  |
| -------- | -------------------------------------------------------------------------- | --- | --------------------------------------------------------------------------------------- |
| Femenino | Escocia Eve Muirhead Anna Sloan Victoria Adams Claire Hamilton Lauren Gray | Suecia · Maria Prytz · Christina Bertrup · Maria Wennerström · Margaretha Sigfridsson · Agnes Knochenhauer | Canadá · Rachel Homan · Emma Miskew · Alison Kreviazuk · Lisa Weagle · Stephanie LeDrew |